# 바이족
바이족(白族, Báizú, 백족)은 중국의 소수민족의 하나로, 2000년 제5차 전국인구조사 통계에서는 인구는 1,858,063명으로 중국정부가 공인하는 56개 민족 중 15번째로 많다. 약 2백만 명의 바이족 중 80%는 윈난성 다리 바이족 자치주(大理白族自治州)에 집중되어 있다. 대부분은 윈난의 따리 지역에 거주하며, 이웃하는 구이저우 비지에와 후난성의 상지 지역에도 살고 있다.
바이족은 하얀색을 숭앙하며, 스스로 하얀 사람들이라는 의미의 '바아훠', ‘바이지’, ‘바이니’라고 부르는 소수민족이다.

## 역사
명확한 기원은 불명이나, 삼국 시대 윈난 지역을 다스리던 찬만(爨蠻)의 후예라는 설이 있다. 이에 따르면 수나라 대에 찬만이 동서로 갈라져 각각 바이족과 이족의 조상이 되었다고 한다.
이후 이족과 함께 남조 왕국과 대리국을 세우는 데 주도적 역할을 하였다. 이들은 대리국이 몽골에 의해 멸망한 이래로 중국에 종속되어 다시는 독립한 세력을 이루지 못하였다.

## 언어
2003년 추정으로 약 124만 명이 중국티베트어족에 속하는 바이어를 말한다고 되어 있다. 다만 산지에 거주하는 일부를 제외하면 많은 인구가 중국어도 할 줄 안다.

## 의복
바이족이 가장 좋아하는 색과 장식은 하얀(중국어: 바이) 색이며, 이것이 바이족의 어원이 된 것으로 추정된다. 바이족의 여인은 전통적으로 흰 옷에 검은 색 옷깃으로 장식을 해서 입는다.

## 같이 보기
- 중국의 민족
- 바이어
- 백월
- 남조
- 대리국